# Franz-Josef Kemper
Franz-Josef Kemper (ur. 30 września 1945 w Hopsten) – niemiecki lekkoatleta, średniodystansowiec, medalista mistrzostw Europy i halowych mistrzostw Europy. W czasie swojej kariery reprezentował RFN.
Specjalizował się w biegu na 800 metrów. Zwyciężył w tej konkurencji na pierwszych europejskich igrzyskach juniorów w 1964. 
7 sierpnia 1966 w Hanowerze ustanowił rekord Europy w biegu na 800 metrów czasem 1:44,9, a 13 sierpnia tego roku w Wiesbaden rekord świata w sztafecie 4 × 800 metrów wynikiem 7:08,6 (sztafeta biegła w składzie: Manfred Kinder, Walter Adams, Dieter Bogatzki i Kemper); do tej pory (sierpnień 2020) jest to rekord Niemiec. Zdobył srebrny medal w biegu na 800 metrów na mistrzostwach Europy w 1966 w Budapeszcie, za Manfredem Matuschewskim z NRD. 21 września 1966 wyrównał należący do Jürgena Maya rekord świata w biegu na 1000 metrów czasem 2:16,2.
Na europejskich igrzyskach halowych w 1967 w Pradze zdobył złoty medal w sztafecie 3 × 1000 metrów (w składzie: Klaus Prenner, Wolf-Jochen Schulte-Hillen i Kemper). Zdobył srebrny medal na letniej uniwersjadzie w 1967 w Tokio w biegu na 800 metrów. 13 czerwca 1968 w Fuldzie ustanowił rekord świata w sztafecie 4 × 880 jardów czasem 7:14,6 (sztafeta biegła w składzie: Bodo Tümmler, Walter Adams, Harald Norpoth i Kemper). Wystąpił w biegu na 800 metrów na igrzyskach olimpijskich w 1968 w Meksyku, ale odpadł w półfinale. Zajął 4. miejsce na tym dystansie na halowych mistrzostwach Europy w 1970 w Wiedniu.
Zwyciężył w biegu na 800 metrów na letniej uniwersjadzie w 1970 w Turynie. Zdobył złoty medal w sztafecie 4 × 4 okrążenia (w składzie: Thomas Wessinghage, Harald Norpoth, Paul-Heinz Wellmann i Kemper) na halowych mistrzostwach Europy w 1972 w Grenoble. Na igrzyskach olimpijskich w 1972 w Monachium zajął 4. miejsce w finale biegu na 800 metrów.
Był mistrzem RFN w biegu na 800 metrów w 1965, 1966, 1967, 1970 i 1971 oraz wicemistrzem na tym dystansie w 1964, 1968, 1969, 1972 i 1973. Był także trzykrotnym mistrzem RFN w sztafecie 3 × 1000 metrów w latach 1966-1968 i trzykrotnym w sztafecie 4 × 1500 metrów w 1970, 1972 i 1973 oraz jednokrotnym w drużynowym biegu przełajowym w 1966. Był również mistrzem RFN w hali w biegu na 800  metrów w 1968 i 1970 i w sztafecie 3 × 1000 metrów w 1966, 1971 i 1972.
Kemper studiował na Uniwersytecie w Münsterze. W 1980 uzyskał stopień doktora z zakresu socjologii na Technische Hochschule Darmstadt. Pracował na stanowiskach dyrektorskich w administracji Nadrenii-Palatynacie. Jego żona Sylvia Schenk jest byłą lekkoatletką, a następnie prawnikiem i sędzią.